# Miloud Hadefi
Miloud Hadefi  né le 12 mars 1949 à Oran et mort le 6 juin 1994 à Oran, était un footballeur international algérien des années 1960 et 1970.
Il compte 46 sélections en équipe nationale entre 1967 et 1979.

## Biographie

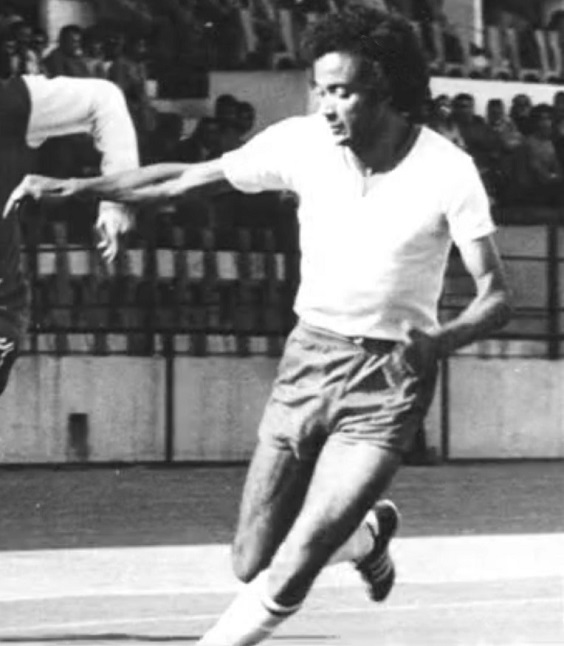
M. Hadefi avec le MC Oran dans les années 1970

Jouant au poste de libéro, il a été surnommé Le Kaiser Africain par le roi Pelé par sa façon de jouer qui ressemblait à celui du Kaizer Franz Beckenbauer. Il est considéré comme l'un des meilleurs joueurs et défenseurs algériens de tous les temps. 
Formé à l'ASM Oran, il a commencé chez les seniors au MC Oran, au WA Tlemcen en 1971-1972 puis au MC Oran à nouveau jusqu'en 1979. Par la suite, il est devenu entraîneur-joueur au CC Sig, puis entraîneur de son club de toujours le MC Oran.
Avec l'équipe d'Algérie Miloud Hadefi compte 46 sélections. Il a aussi joué avec la Sélection d'Afrique et il est le seul joueur Algérien qui compte avec la sélection deux participations en Coupe du monde Inter-Continentale 1972 au Brésil et 1973 au Mexique.

## Palmarès

### Club
- Vainqueur de la Coupe d'Algérie en 1975 avec le MC Oran

### National
- Vainqueur des Jeux africains de 1978 à Alger avec l'Équipe d'Algérie

### Statistiques
- International algérien de 1967 à 1979
- Premier match international le 31/10/1967 à Oran :  Algérie - Legia Varsovie
- Premier match international officiel le 17/3/1968 :  Maroc - Algérie (0-0)
- Dernier match international le 22/4/1979 :  Mali - Algérie (1-0)
- Nombre de matchs joués : 46  (plus 10 matchs d'application)
- Nombre de buts marqués : 1
- Participation à 2 éditions des Jeux Africains (1973, 1978)

### Hommages
- Le complexe olympique d'Oran porte son nom.